# Alberto Mamba
Alberto Mamba (* 9. Oktober 1994 in Maputo) ist ein mosambikanischer Leichtathlet, der sich auf den 800-Meter-Lauf spezialisiert hat. In dieser Disziplin ist er Inhaber des Nationalrekords.

## Sportliche Laufbahn
Alberto Mamba trat erstmals 2011 in internationalen Jugendmeisterschaften an. Im Juli ging er über 800 Meter bei den U18-Weltmeisterschaften in Lille an den Start. Dabei schied er allerdings im Vorlauf aus, wenngleich er mit 1:53,68 min Saisonbestleistung lief. Zwei Monate später trat er über die gleiche Distanz bei den Jugend-Commonwealth Games in Schottland an, bei denen er das Halbfinale erreichte. 2012 trat er in der nächsthöheren Altersklasse bei den U20-Weltmeisterschaften in Barcelona an. Auch dort schied er im Vorlauf aus und belegte insgesamt den 45. Platz. 2013 trat er bei den U20-Afrikameisterschaften auf Mauritius an. Dabei blieb er im Finale erstmals unter 1:50 min in einem Wettkampf und verpasste damit als Vierter knapp den Sprung auf das Podest. Seit der Saison 2014 geht Mamba bei den Erwachsenen an den Start. Gleich zu Beginn des Jahres nahm er an den Jogos da Lusofonia, also den Spielen der portugiesischsprachigen Länder, im indischen Goa über 800 und 1500 Meter teil. Über beide Distanzen konnte er jeweils die Goldmedaille gewinnen, wenngleich die Zeiten deutlich über seinen Bestleistungen lagen. Im Sommer trat er anschließend erstmals bei den Commonwealth Games der Erwachsenen an. Dabei zog er in das Halbfinale ein, in dem er mit 1:47,73 min Nationalrekord lief. Damit kam er insgesamt auf dem 13. Platz in der Gesamtwertung. Im August trat er in Marrakesch schließlich auch erstmals bei den Afrikameisterschaften an. Nachdem er im Vorlauf seinen Nationalrekord noch einmal steigerte, belegte er im Finale mit 1:49,63 min den sechsten Platz. 
2015 trat Mamba bei den Afrikaspielen in Brazzaville an. Auch dort zog er in das Finale ein und erreichte als Siebter das Ziel. 2016 lief er im Juni in Oslo die persönliche Bestzeit von 1:46,32 min, die seitdem als Nationalrekord Mosambiks zu Buche stehen. Nur eine Woche später startete er dann bei den Afrikameisterschaften in Durban. Nach Vor- und Halbfinallauf, kam er im Finale unmittelbar an seine Bestzeit heran und landete damit auf dem fünften Platz. Im August gewann Mamba, der an den Pädagogischen Universität in seiner Geburtsstadt Maputo studierte, insgesamt zum siebten Mal in Folge den nationalen Meistertitel im 800-Meter-Lauf und stellte damit einen neuen nationalen Rekord auf. 2018 nahm er zum zweiten Mal an den Commonwealth Games, diesmal in Australien, teil. Dabei kam er nicht über den Vorlauf hinaus und landete insgesamt auf dem 21. Platz. Seitdem trat er bislang nicht mehr in internationalen Wettkämpfen an.

## Wichtige Wettbewerbe
| Jahr                 | Veranstaltung             | Ort                  | Platz                | Disziplin            | Zeit                 |
| Startet für Mosambik | Startet für Mosambik      | Startet für Mosambik | Startet für Mosambik | Startet für Mosambik | Startet für Mosambik |
| -------------------- | ------------------------- | -------------------- | -------------------- | -------------------- | -------------------- |
| 2011                 | U18-Weltmeisterschaften   | Lille                | 23.                  | 800 m                | 1:53,68 min          |
| 2012                 | U20-Weltmeisterschaften   | Barcelona            | 45.                  | 800 m                | 1:52,91 min          |
| 2013                 | U20-Afrikameisterschaften | Bambous              | 4.                   | 800 m                | 1:49,29 min          |
| 2014                 | Jogos da Lusofonia        | Goa                  | 1.                   | 800 m                | 1:53,96 min          |
| 2014                 | Jogos da Lusofonia        | Goa                  | 1.                   | 1500 m               | 4:06,90 min          |
| 2014                 | Commonwealth Games        | Glasgow              | 13.                  | 800 m                | 1:47,73 min          |
| 2014                 | Afrikameisterschaften     | Marrakesch           | 6.                   | 800 m                | 1:49,63 min          |
| 2015                 | Afrikaspiele              | Brazzaville          | 7.                   | 800 m                | 1:52,15 min          |
| 2016                 | Afrikameisterschaften     | Durban               | 5.                   | 800 m                | 1:46,43 min          |
| 2018                 | Commonwealth Games        | Gold Coast           | 21.                  | 800 m                | 1:48,19 min          |

## Persönliche Bestleistungen
Freiluft
- 800 m: 1:46,32 min, 9. Juni 2016, Oslo, (mosambikanischer Rekord)
- 1500 m: 3:44,46 min, 6. Juli 2014, Strandebarm